# 照応
照応（しょうおう）は、文章・談話の中で、代名詞や指示語を用いて具体的な何かを指すこと。修辞技法の一つでもある。

## 文例
「太郎は花子に花をプレゼントをした。彼女は喜んだ。」
2文目の「彼女」は、「花子」である。このように、彼女や彼といった代名詞で、前に出てきたものを指していることを照応という。また、「彼女」と「花子」は、照応関係であると呼ぶ。照応法と呼ぶこともある。
基本的には代名詞は前に出てきたものを指すことが多いが、時には前にでてきてないものを指すことがある。そのため、前に出てきたものを指すものを前方照応、後に出てくるものを指すことを後方照応と区別することもある。